# HD 157662
HD 157662，又名CD-5011283，SAO 244755、HR 6478，是一颗恒星，视星等为5.92，位于銀經339.71，銀緯-8.61，其B1900.0坐标为赤經17h 19m 24.5s，赤緯-50° -8.61′ 29″。